# Bettina Stark-Watzinger
Bettina Stark-Watzinger (Frankfurt am Main, 1968. július 13. –) német politikus, 2021 és 2024 között Németország oktatási és kutatási minisztere.

## Élete
Stark-Watzinger Majna-Frankfurtban született és Bad Sodenben nőtt fel. A königsteini St. Angela gimnáziumot végzett, majd a Johannes Gutenberg Egyetemen és Johann Wolfgang Goethe Egyetemen tanult..
Tanulmányait 1993-ban fejezte be közgazdász diplomával.
1997 és 2007 között az Egyesült Királyságban élt.
2017-ben a Bundestag tagja lett.
2021 márciusában megválasztották a hesseni FDP tartományi elnökének.
Férjével együtt két lánya van.

## Fordítás
- Ez a szócikk részben vagy egészben  a   Bettina Stark-Watzinger című német Wikipédia-szócikk fordításán alapul.  Az eredeti cikk szerkesztőit annak laptörténete sorolja fel. Ez a jelzés csupán a megfogalmazás eredetét és a szerzői jogokat jelzi, nem szolgál a cikkben szereplő információk forrásmegjelöléseként.